# Forfaiting
Forfaiting je odkup bezpečně zajištěných střednědobých nebo dlouhodobých exportních pohledávek splatných v budoucnosti bankou nebo specializovanou finanční institucí (forfaiterem) bez postihu na původního věřitele (vývozce).
Forma financování vývozu, kdy forfaiter zpravidla uzavírá předem smlouvu s vývozcem, kde se stanoví podmínky budoucího odkupu pohledávky. Po realizaci dodávky zboží do zahraničí vývozce odprodá pohledávku forfaiterovi a získá okamžitou úhradu (sníženou o odměnu forfaiterovi).
Využívá se v případech, kdy chce společnost zvýšit likviditu a omezit rizika spojená s předexportím financováním a se splacením svých pohledávek za odběrateli (Mejstřík et al., 2008).
Zpravidla se odkupují pohledávky v minimální výši 1 milion Kč, se splatností 30 - 45 dní do 10 let. Forfaiter tímto přebírá všechny druhy rizik, proto často doufá v prodeji na sekundárním trhu.
Od faktoringu se liší především zaměřením na zahraniční obchod, větší délkou ručení a běžným financováním vyšších (tedy zpravidla několik mil. Kč) a i jednotlivých pohledávek. Dále v případě forfaitingu odkupujeme pouze zajištěné pohledávky.

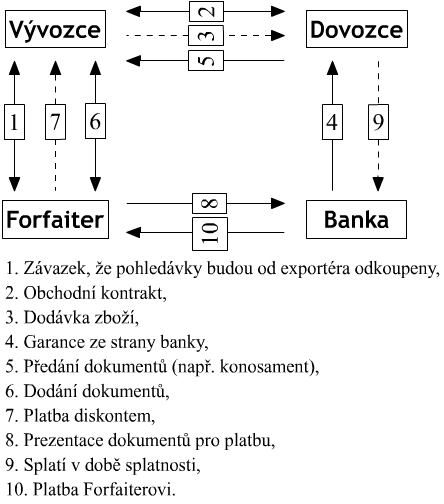
Obvyklá struktura forfaitingové operace, celá transakce.

## Forfaiting se dělí

### zahraniční forfaiting
- vývozní forfaiting
- dovozní forfaiting
- finanční forfaiting

## Metoda výpočtu diskontu
Cena forfaitingu je dána diskontem, částkou, o kterou je snížena nominální hodnota pohledávky. Diskont může být následně převeden na efektivní sazbu forfaitingu. Tato sazba pak zahrnuje především:
- refinanční sazbu forfaitingové společnosti - jak drahé zdroje získává forfaiter, dle objemu, splatnosti, měny, apod.
- rizikovou prémii - reflektuje rizikovost pohledávky, klienta a garantující banky,
- čistou marži - měla by pokrýt vlastní náklady forfaitingové společnosti (administrativní, daňové) a měla by zajistit určitý zisk.

Existují dvě základní metody výpočtu diskontu (efektivní sazby): Metoda přímého diskontu a Metoda diskontu na výnosové bázi.
Metoda přímého diskontu
{\displaystyle D={\frac {FV\cdot (t+t_{GD}\cdot p_{D})}{360}}},
kde:
{\displaystyle D} - diskont,
{\displaystyle FV} - nominální hodnota pohledávky,
{\displaystyle t} - doba splatnosti pohledávky (ve dnech),
{\displaystyle t_{GD}} - odklad platby (ve dnech), tzv. grace day,
{\displaystyle p_{D}} - diskontní sazba v % p.a.